# Xenie (jméno)
Xenie je ženské křestní jméno. Podle českého kalendáře má svátek 27. listopadu.
Jméno pochází z řeckého xenois – „pohostinná“, „milující hosty“. 

## Domácí podoby jména
Xeňa, Xéňa, Xena, Xenka, Xený, Xenuš, Xenuše

## Jiné varianty
- Xénia: Slovensky, maďarsky
- Ksenia, Ksenija: Rusky, srbsky, chorvatsky
- Oksana: Ukrajinsky
- Ksenia: Polsky
- Xenia: Anglicky

## Statistické údaje
Následující tabulka uvádí četnost jména v ČR a pořadí mezi ženskými jmény ve srovnání dvou roků, pro které jsou dostupné údaje MV ČR – lze z ní tedy vysledovat trend v užívání tohoto jména:
| Rok       | Četnost  | Pořadí   |
| 1999      | 390      | 329.     |
| 2002      | 388      | 326.     |
| Porovnání | o 2 méně | o 3 lépe |

Změna procentního zastoupení tohoto jména mezi žijícími ženami v ČR (tj. procentní změna se započítáním celkového úbytku žen v ČR za sledované tři roky) je +0,3%.

## Známé nositelky jména
- sv. Xenie Římská
- Xénia Grácová, slovenská herečka
- Xénia Kubová, slovenská herečka
- Ksenija Olga Petrović-Njegoš – princezna černohorská
- sv. Xenie Petrohradská
- Xenie Alexandrovna Romanová – sestra posledního ruského cara
- Xenia Seeberg, německá herečka
- Xenia Siamas, kanadská herečka
- princezna Xenie v televizním seriálu Arabela

ruská obdoba jména
- Xenija – více jmen

## Nositelky jména Ksenia
- Ksenia Solo, lotyšská herečka

## Nositelky jména Oksana
- Oksana Akiňšina, ruská herečka
- Oksana Baiul, ukrajinská krasobruslařka
- Oksana Borbat, ukrajinská herečka
- Oksana Bulgakova, herečka a režisérka
- Oksana Grigorieva, ruská modelka
- Oksana Cherkasova, ruská režisérka
- Oksana Semenova, ukrajinská herečka
- Oksana, fiktivní postava z amerického seriálu Missing. Hrála jí česká herečka Tereza Voříšková